# Mała Góra (Wzniesienia Szczecińskie)
Mała Góra (do 1945 niem. Warnings Berg, Hell Berg) – kulminacyjne wzgórze Wału Stobniańskiego (Wzniesienia Szczecińskie) w pobliżu wsi Warnik o wysokości bezwzględnej 87,7 m n.p.m. Nazwę Mała Góra wprowadzono urzędowo rozporządzeniem w 1949 roku.